# NGC 7235
NGC 7235 (NGC 7234) je otvoreni skup u zviježđu Cefeju. Naknadno je utvrđeno da je NGC 7234] isti skup.

## Vanjske poveznice
- (engl.) SEDS: NGC 7235
- (engl.) Hartmut Frommert: Revidirani Novi opći katalog
- (engl.) Izvangalaktička baza podataka NASA-e i IPAC-a
- (engl.) Astronomska baza podataka SIMBAD
- (engl.) VizieR
- DSS-ova slika NGC 7235  Arhivirana inačica izvorne stranice od 26. ožujka 2016. (Wayback Machine)
- (engl.) Auke Slotegraaf: NGC 7235 Deep Sky Observer's Companion
- (engl.) NGC 7235  Arhivirana inačica izvorne stranice od 3. srpnja 2015. (Wayback Machine) DSO-tražilica
- (engl.) Courtney Seligman: Objekti Novog općeg kataloga: NGC 7200 - 7249